# Mokry Bór (Święty Krzyż)
Mokry Bór is een plaats in het Poolse district  Kielecki, woiwodschap Święty Krzyż. De plaats maakt deel uit van de gemeente Mniów en telt 53 inwoners.